# Камбург (город)
Камбург (нем. Camburg) — город в Германии, в земле Тюрингия. 
Входит в состав района Заале-Хольцланд. Подчиняется управлению Дорнбург-Камбург.  Население составляет 2899 человек (на 31 декабря 2006 года). Занимает площадь 13,31 км².
Город подразделяется на 8 городских районов.

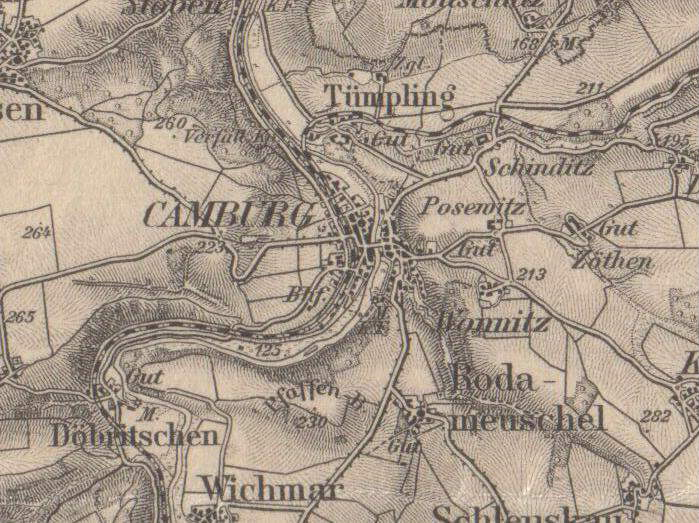
Камбург